# North Vernon
North Vernon è una città degli Stati Uniti d'America, situata nello Stato dell'Indiana e in particolare nella contea di Jennings.